# Sphendononema guildingii
Sphendononema guildingii är en mångfotingart som först beskrevs av Newport G. 1845.  Sphendononema guildingii ingår i släktet Sphendononema och familjen Pselliodidae. Inga underarter finns listade i Catalogue of Life.